# Jacobus Roux
Bees Roux

a Compétitions nationales et continentales officielles uniquement.

Dernière mise à jour le 8 novembre 2015.
 Jacobus Stephanus Roux (également appelé Bees Roux dans la presse anglo-saxonne), né le 9 décembre 1981 à Uitenhage (Afrique du Sud), est un joueur sud-africain de rugby à XV évoluant au poste de pilier droit.

## Biographie
Bees Roux commence sa carrière sous les couleurs des Leopards du Western Transvaal avant d’être transféré aux Wildeklawer Griquas en 2007. Il dispute aussi huit matches de Super 14 en 2007 avec les Cheetahs. 
Après la fin de la saison de Currie Cup, il signe pour l'ASM Clermont en octobre 2008 comme joker médical en remplacement de l’Argentin Martín Scelzo. 
Il revient dans son pays natal en 2009 pour jouer avec la franchise des Bulls en Super rugby et les Blue Bulls en Currie Cup. En octobre 2011, il est de nouveau recruté en Top 14 comme joker médical, cette fois-ci par l'Union Bordeaux Bègles. Puis, Bees Roux fait des piges en Italie (au Benetton Rugby Trévise en 2012) et en Afrique du Sud (aux MTM Lions en 2013, puis aux Free State Cheetahs en 2014). 
Il retrouve le Top 14 et l'US Oyonnax en 2014 pour quelques matchs, en tant que joker médical puis il signe pour quelques mois durant l'été 2015 au Montpellier Hérault rugby en tant que joker Coupe du monde.